# レオン・ブリタン
スペニソーンのブリタン男爵レオン・ブリタン (Leon Brittan, Baron Brittan of Spennithorne, 1939年9月25日 - 2015年1月21日) は、イギリスの政治家。保守党の庶民院議員および法廷弁護士、欧州委員会委員も務めた。彼はマーガレット・サッチャーの下で内務大臣を含むいくつかの閣僚を務めた。

## 生い立ち
レオン・ブリタンはロンドンの医師、ジョセフ・ブリタンとレベッカ（リペッツ）夫妻の間に生まれる。両親はリトアニア・ユダヤ人の系譜であった。ブリタンは ハーバーダッシャー中高校からケンブリッジ大学トリニティ・カレッジに進学し、ケンブリッジではユニオンの代表となり、ケンブリッジ大学保守協会の議長も務めた。経済ジャーナリストのサミュエル・ブリタンは彼の兄である。保守党元議員のマルコム・リフキンドと、音楽プロデューサーのマーク・ロンソンはいとこである。

## 政治経歴

### 国会で
1966年と1970年の選挙にケンジントン・ノース選挙区から出馬、落選した後、ブリタンは1974年2月の選挙にクリーヴランド・アンド・ホィットビー選挙区から当選し、1976年に野党スポークスマンとなった。1978年に勅選弁護士となる。1978年から81年にかけて内務省の閣外大臣を務め、その後財務省主席政務官となった。当時最年少の閣僚であった。彼は「彼らが好むと好まざるにもかかわらず」社会保障、健康、教育への支出はカットされなければならない、と内閣の同僚に警告した。
1983年の選挙でブリタンはリッチモンド選挙区から選出された。選挙後、彼は内務大臣に昇進した。ウィンストン・チャーチル以来の最年少閣僚であった。イギリス鉱山労働者ストライキ (1984-85)の間、ブリタンは全国炭坑労働者組合の指導部に対する強力な批判者であった。彼はフライング・ピケットで暴力を組織したとして訴え、それらを「凶悪犯」と表現した。ストライキの敗北における1つの要因は、地方警察の中心影響力であった。ストライキが始まるとブリタンはすぐにニュー・スコットランドヤードにナショナル・レポーティング・センターを設立し、情報と警官の供給を調整した。サッチャー政府は鉱山労働者のストライキに対して慎重に計画を立てた。そして、ホワイトホールの委員会は長い論争に備えて1981年以降秘密裏に会合を行っていた。
1984年、ロンドンのリビア大使館前で行われた抗議活動の際に生じたイヴォンヌ・フレッチャー殺害事件で、サッチャー首相とジェフリー・ハウ外務大臣が不在のため、ブリタンは政府の危機管理委員会を率いた。2014年1月、政府の秘密文書が国立公文書館から公表され、イギリス当局者はリビア側から2度、リビア大使館への抗議が暴力的になるだろうと警告されていたことが明らかにされた。それはフレッチャー巡査が殺害される数時間前のことであった。
1985年9月、ブリタンは貿易産業大臣に指名された。ジョナサン・エイトケンによると彼の降格は、サッチャー首相がブリタンは「テレビでメッセージをわからせていない」と感じたからというものであった。サッチャーは回顧録でブリタンについて「誰もが彼のテレビでの態度について不満を言いました。それはよそよそしく不快に思われた。」と書き表している。
ブリタンは貧しいコミュニケーターとして、そしてBBCの北アイルランド問題を扱った「Real Lives」シリーズ「At the Edge of the Union」での抑制した役割のために非難された。ブリタンは番組の放送が国益に反すると声明し、1985年8月に放送のキャンセルを求めてBBC会長のスチュアート・ヤングに書簡を送った。BBCの理事会は緊急会議を招集し、ドキュメンタリーの放映中止を決定した。これが原因でBBCの経営陣と制作陣の間で論争が生じ、BBCの亀裂につながった。また、数百名ものテレビ、ラジオ局員が政府の検閲に抗議して一日ストライキを行った。

### ウエストランド事件による辞任
ブリタンは1986年1月にウエストランド事件の責任を取って貿易産業大臣を辞任した。

## 私生活
ブリタンの妻、ダイアナ（旧姓クレメットソン：1940年10月生）、スペニソーンのブリタン夫人は2004年の女王誕生日の叙勲で「公共奉仕と慈善事業のため」大英帝国勲章を受章した。

## 死
ブリタンは癌を患いしばらく闘病した後、2015年1月21日にロンドンの自宅で死去した。75歳であった。彼には2人の継娘がいた。

## 参照
1. ↑  Obituary: Leon Brittan, BBC News, 22 January 2015
2. ↑  “Man in the news; Crisis Commander”. The New York Times. (1984年4月23日) 2015年1月25日閲覧。
3. ↑  Hope, Christopher (2014年2月19日). “Who do they think they are? One in 11 MPs is married, related or have ancestors who sat in Commons”. The Daily Telegraph (London) 2014年2月20日閲覧。
4. ↑  “The man Amy and Lily go to when they want a hit”. The Times (London). (2008年1月27日) 2010年5月12日閲覧。
5. 1 2  “Brittan returns to Parliament as peer”. BBC News. (1999年12月31日) 2014年7月3日閲覧。
6. ↑  Parkhouse, Geoffrey (1982年9月23日). “Brittan warns 'wets' of cuts”. The Glasgow Herald 2014年7月3日閲覧。
7. ↑  Russell, William (1984年8月13日). “Brittan keeps up attack on miners' union leaders”. The Glasgow Herald 2014年1月13日閲覧。
8. ↑  Boxer, Andrew (2009). OCR A Level History B: The End of Consensus: Britain, 1945-90. Pearson Education. pp. 192-193. ISBN 9780435312374
9. ↑  “Aide Handled Crisis In Thatcher Style”. The Palm Beach Post (Florida). (1984年4月28日) 2014年7月3日閲覧。
10. ↑  “National Archives: Libya warned Britain before WPc Yvonne Fletcher was shot, secret papers show”. The Daily Telegraph (London). (2014年1月3日) 2014年7月3日閲覧。
11. 1 2  “Thatcher's biggest-ever cabinet shuffle sees Home Secretary Brittan demoted”. The Montreal Gazette. (1985年9月3日) 2014年1月13日閲覧。
12. ↑  Aitken, Jonathan. Margaret Thatcher: Power and Personality (2013). London: Bloomsbury. p. 514. ISBN 9781408831847
13. ↑  Castle, Stephen (2015年1月27日). “Leon Brittan, 75, Dies; Quit Thatcher Cabinet in Leak Case”. The New York Times 2015年8月22日閲覧。
14. ↑  “The BBC Story: Real Lives 1985”. BBC. 2014年1月13日閲覧。
15. ↑  “BBC set for confrontation with Brittan”. The Glasgow Herald. (1985年8月7日) 2014年1月16日閲覧。
16. ↑  “1986: Leon Brittan quits over Westland”. On This Day.   BBC. 2012年10月28日閲覧。
17. ↑  “No. 57315”. The London Gazette (1st supplement) (英語). 12 June 2004. p. 6.
18. ↑  “レオン・ブリタン氏が死去 元欧州委員会副委員長 - SankeiBiz”. SankeiBiz. (2015年5月25日) 2015年5月25日閲覧。
19. ↑  Mason, Rowena (2015年1月22日). “Leon Brittan, former home secretary, dies aged 75”. The Guardian (London) 2015年1月22日閲覧。